# Frédéric Durieux

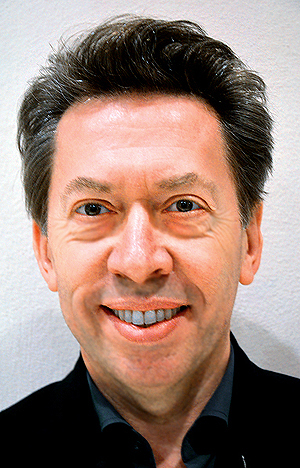
Der Komponist Frédéric Durieux;
2016 nach der Uraufführung von Longue Distance für Klarinette und Erhu am 300. Todestag von Gottfried Wilhelm Leibniz in der Neustädter Hof- und Stadtkirche in Hannover

Frédéric Durieux (* 27. Februar 1959 in Paris) ist ein französischer Komponist.

## Leben und Wirken
Durieux studierte bei Betsy Jolas und Ivo Malec am Conservatoire national supérieur de musique et de danse de Paris. Darüber hinaus studierte er privat Komposition bei André Boucourechliev.
Er komponiert meist orchestrale Musik, Kammermusik und Gesangswerke, die weltweit zur Aufführung kommen.

## Preise und Auszeichnungen
- Stipendium zum Aufenthalt in der Villa Medici in Rom (1987–89)
- Prix Prince-Pierre-de-Monaco (2005)